# Wilhelm Brückner (Jurist)
Wilhelm Heinrich Brückner (* 29. Dezember 1878 in Schloen; † 18. September 1928 in Schwerin) war ein deutscher Jurist, Verwaltungsbeamter und Politiker.

## Leben und Beruf
Wilhelm Brückner wurde als jüngster Sohn des evangelischen Theologen, Pastors und Kirchenrates Adolf Brückner (1834–1927) und dessen zweiter Ehefrau, Sophie Körner (1839–1915), geboren und wuchs unter fünf (Halb-)Geschwistern auf. Nach dem Abitur 1897 am Gymnasium in Waren begann er ein Studium der Mathematik an der Georg-August-Universität Göttingen. Er wurde dort 1897 Mitglied der Burschenschaft Brunsviga. Er wechselte die Fachrichtung, studierte nun Rechtswissenschaft und war gleichzeitig Mitglied des Seminars für Versicherungswissenschaft. 1899 bestand er die Prüfung für Versicherungsverständige der administrativen Klasse. Im Anschluss setzte er sein rechtswissenschaftliches Studium an den Universitäten in Berlin, Göttingen und Rostock fort. 1901 bestand er das erste juristische Staatsexamen. Im gleichen Jahr wurde er an der Universität Rostock zum Dr. jur. promoviert (Dissertationsarbeit: Vermächtniserwerb nach gemeinem Rechte und nach dem Bürgerlichen Gesetzbuche).
Nach dem zweiten juristischen Staatsexamen 1904 war Brückner 1905/06 als Senatssekretär in Lübeck tätig. Von 1906 bis 1909 arbeitete er als Richter am Lübecker Amtsgericht. Nach dem Tod des juristischen Oberkirchenrats Carl Schmidt kam Brückner 1913, zunächst als juristischer Hilfsarbeiter, an den mecklenburg-schwerinschen Oberkirchenrat in Schwerin und wirkte von 1913 bis 1919 selbst als Oberkirchenrat. Ab 1915 nahm er als Kriegsfreiwilliger am Ersten Weltkrieg teil, zunächst auf dem Balkan, später in Pleskau. Seit 1919 war er als Ministerialbeamter im Schweriner Justizministerium tätig. Noch im gleichen Jahr erhielt er die Ernennung zum Ministerialdirektor. Am 18. September 1928 beging Wilhelm Brückner in Schwerin Selbstmord.
Wilhelm Brückner war seit 1907 mit Agnete von Heimburg (1886–1972), Tochter des Geheimen Regierungsrates Ernst von Heimburg aus Schwartau, verheiratet. Sein einziges Kind, der Sohn Adolf, starb 1909 nur drei Tage nach seiner Geburt.

## Politik
Brückner gehörte keiner Partei an. Er war von 1910 bis 1912 Erster Bürgermeister der Stadt Schleswig und von 1915 bis 1917 Vorstandsvorsitzender des Schweriner Bürgerausschusses. Vom 12. April 1921 bis zum 15. Dezember 1923 amtierte er als Staatsminister der Justiz in der von Ministerpräsident Johannes Stelling geführten Regierung des Freistaates Mecklenburg-Schwerin.